# 155-мм гаубиця M114
155 mm Howitzer M114 — американська польова гаубиця періоду Другої світової війни. Була розроблена в 1939—1941 роках для заміни застарілої 155-мм гаубиці Шнейдера часів Першої світової війни, щоб зайняти в системі озброєнь місце між легкою 105-мм польовою M2 і корпусними гарматами важкої артилерії. Серійно вироблялася, під позначенням M1, з жовтня 1942 по червень 1945 року, всього було випущено 4035 систем цього типу (1942 — 19, 1943—1469, 1944—1949, 1945—598). Пік виробництва, 206 гаубиць, припав на червень 1944 року.
Була найпоширенішою після M2 польовою гарматою військ США у Другій світовій війні та використовувалася ними на всіх театрах воєнних дій. Після війни була модернізована та отримала позначення M114. Випуск модернізованої гаубиці продовжувався до 1953 року. Даної версії було випущено близько 2000 одиниць. Вона залишалася на озброєнні військ США протягом кількох десятиліть, застосовувалася у Корейській та В'єтнамській війнах, перш ніж була замінена новою 155-мм гаубицею M198. Постачалася до багатьох країн, у ряді яких все ще залишається на озброєнні на 2025 рік, і використовувалася в багатьох регіональних конфліктах.

## Історія розробки

### Ранні етапи
Після завершення Першої світової війни була скликана комісія, пізніше названа Комісією Вестервелта на честь її голови, бригадного генерала Вільяма І. Вестервелта, для оцінки артилерійського досвіду країн-учасниць конфлікту та визначення майбутніх напрямів розвитку артилерії армії США. Висновок комісії щодо корпусної (важкої польової) артилерії полягав у тому, що ідеальна важка гаубиця повинна мати дальність не менше 15 км і забезпечувати підняття ствола на кут до 65° (на відміну від наявних на той час гаубиць M-1918 калібру 155 мм часів Першої світової війни, які були ліцензійною копією французької Canon de 155 C modèle 1917 Schneider і мали дальність 11,5 км та максимальний кут піднесення +42° 20'). Комісія також рекомендувала, щоб нова 155-мм гаубиця та нова 120-мм гармата використовували однаковий лафет, навіть якщо це спричинить певні компроміси в конструкції обох систем.
Лафет M1920, створений на основі цих вимог, мав роздвоєні станини та пневматичні еквілібратори, що забезпечувало кут горизонтального обстрілу в 60°. Проте, «він спричиняв значні проблеми через постійні відмови верхньої частини лафета» під час вогневих випробувань. У 1923–1925 роках конструкцію було модифіковано — верхню частину посилили, і результат стандартизували під назвою M1925. Однак у сталі він так і не був виготовлений, оскільки після оцінки дерев’яної моделі проєкт було скасовано. Натомість у наступні роки були розроблені й побудовані два нові лафети, що отримали позначення T1 (фото) і T1E1. Усі вони мали однакові балістичні характеристики (можливо, навіть однаковий ствол), із максимальною дальністю 15 км, і проходили випробування на початку 1930-х років. До 1934 року армія США почала турбуватися про нові вимоги до буксирування з високою швидкістю, яким не відповідали наявні підшипники ковзання та суцільнорезинові колеса.

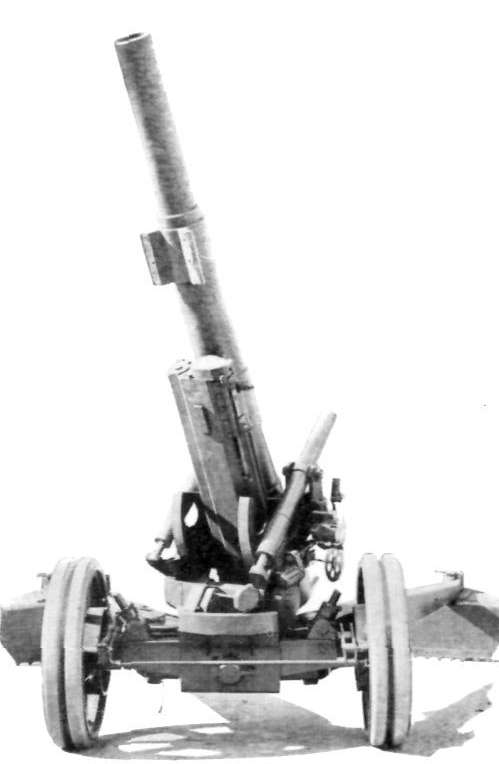
155-мм гаубиця M1920.

### Перед і під час Другої світової війни
У 1939 році розробку було розпочато знову, і навесні 1941 року перший зразок був готовий до вогневих випробувань. Після їх успішного проходження гаубицю було стандартизовано 15 травня 1941 року під назвою гаубиця M1 на лафеті M1. Від старішої моделі вона відрізнялася подовженим до 20 калібрів стволом і новим затворним механізмом. Особливістю був повільно-конічний гвинтовий затвор, який став єдиним такого типу, що потрапив на озброєння США після 1920 року.
Цей лафет також використовувався для 4,5-дюймової гармати M1. З часом він зазнав низки незначних змін. Початкові електричні гальма Warner були замінені пневматичними гальмами Westinghouse на версії M1A1. Обидва лафети — M1 та M1A1 — мали центральну вогневу опору, що висувалася за допомогою храповика. У версії M1A2 храповик замінили на гвинтовий домкрат, а також модифікували транспортний замок. Лафет M1A1E1 був призначений для використання в джунглях і на болотистій місцевості — замість коліс на нього встановили гусеничну підвіску з вільним обертанням, але після капітуляції Японії проєкт було припинено, не дійшовши до виробництва. Лафети T-9 і T-10 — це проєкти з використанням низькоякісних сталевих сплавів, які було скасовано через відсутність потреби. Лафет T-16 був полегшеною конструкцією з високоякісної сталі, яка дозволяла зекономити близько 540 кг; роботу над ним розпочали в липні 1945 року і продовжували після війни, хоча жодного завершеного зразка не було виготовлено.

### Після Другої світової війни
Після Другої світової війни виробництво гаубиць M1 продовжувалося до 1953 року. Крім того, її було перейменовано на «Гаубиця, середня, буксирувана: 155 мм, M114» (англ. «Howitzer, Medium, Towed: 155 mm, M114»), при цьому повна система складалася з гармати (M1), лафета (M1A1) і гальмівної системи відкату (M6, M6A1, M6B1 або M6B2).
У середині 1960-х років було створено варіант лафета — 155-мм гаубиці XM123 та M123A1 з допоміжним приводом. XM123 вироблялася компанією American Machine and Foundry і була оснащена двома повітряно-охолоджуваними двигунами потужністю 20 кінських сил кожен, виробництва Consolidated Diesel Corporation, сидінням водія, рульовим колесом і напрямним колесом на лівому лафетному станку, що дозволяло швидше приводити гармату в бойове положення після від’єднання від тягача. XM123A1 мала один 20-сильний двигун з електричним керуванням. Додаткова вага на лівому лафеті зміщувала гармату після кожного пострілу, що потребувало її повторного наведення, тому проєкт було скасовано.

## Конструкція
Гаубиця має ствол-моноблок, поршневий затвор Велина, гідравлічне гальмо відкату та гідравлічний накатник. Врівноважуючий механізм пружинного типу з горизонтальним розташуванням пружин. У бойовому положенні колеса вивішуються і гаубиця упирається на передній відкидний упор. Для стрільби використовуються сім змінних зарядів.

## Номенклатура боєприпасів
Гармата використовує боєприпаси роздільного заряджання з мішечними метальними зарядами, кількість яких може становити до семи різних варіантів — від 1 (найменшого) до 7 (найбільшого). Початкова швидкість і дальність у наведених нижче таблицях вказані для максимального заряду у вигляді повного метального заряду M4A1.
| Метальні заряди            |         |                                                              |
| Модель                     | Вага    | Компоненти                                                   |
| Стандартні заряди          |         |                                                              |
| M3                         | 2,69 кг | Базовий заряд і чотири додаткові заряди (для зарядів 1 до 5) |
| M4                         | 6,29 кг | Базовий заряд і два додаткові заряди (для зарядів 5 до 7)    |
| M4A1                       | 6,31 кг | Базовий заряд і чотири додаткові заряди (для зарядів 3 до 7) |
| Навчальні (муляжні) заряди |         |                                                              |
| Mk I Dummy                 | 3,63 кг | Базовий заряд і шість додаткових зарядів                     |
| M2 Dummy                   | 3,34 кг | Базовий заряд і шість додаткових зарядів                     |

| Снаряди                                  |                       |          |                                           |                                   |                             |                                |
| Тип                                      | Модель                | Вага     | ВР                                        | Вага ВР                           | Початкова швидкість снаряда | Максимальна дальність стрільби |
| Осколково-фугасні снаряди                |                       |          |                                           |                                   |                             |                                |
| ОФС                                      | HE M102 Shell         | 43,13 кг | ТНТ                                       | 7,06 кг                           |                             |                                |
| ОФС                                      | HE M107 Shell         | 43 кг    | ТНТ                                       | 6,86 кг                           | 564 м/с                     | 14 955 м                       |
| Димові снаряди                           |                       |          |                                           |                                   |                             |                                |
| Димовий                                  | FS M105 Shell         | 45,14 кг | Cульфатний ангідрид у хлоросульфо кислоті | 7,67 кг                           |                             |                                |
| Димовий                                  | WP M105 Shell         | 44,55 кг | Білий фосфор (WP)                         | 7,08 кг                           |                             |                                |
| Димовий                                  | FS M110 Shell         | 45,45 кг | Cульфатний ангідрид у хлоросульфо кислоті | 7,67 кг                           |                             |                                |
| Димовий                                  | WP M110 Shell         | 44,63 кг | Білий фосфор (WP)                         | 7,08 кг                           |                             |                                |
| Димовий, кольоровий                      | BE M116 Shell         | 39,21 кг | Димова суміш                              | 7,8 кг                            |                             |                                |
| Димовий                                  | HC BE M116 Shell      | 43,14 кг | Хлорид цинку (HC)                         | 11,7 кг                           | 564 м/с                     | 14 955 м                       |
| Хімічні, ядерні та освітлювальні снаряди |                       |          |                                           |                                   |                             |                                |
| Хімічний                                 | CNS M110 Shell        | 44,05 кг | Хлорацетофенон (CN)                       | 6,26 кг                           |                             |                                |
| Хімічний                                 | H M110 Shell          | 43,09 кг | Іприт                                     | 5,02 кг                           | 564 м/с                     | 14 972 м                       |
| Ядерний                                  | W48 Shell             | 54 кг    | Ядерна                                    | 100 тонн ТНТ (420 ГДж) еквівалент | 564 м/с                     | 14 972 м                       |
| Освітлювальний                           | Illumin. M118 Shell   | 46,77 кг | Освітлювальні елементи                    | 4,02 кг                           |                             |                                |
| Навчальні снаряди (тренувальні)          |                       |          |                                           |                                   |                             |                                |
| Навчальний                               | Dummy Mk I Projectile |          |                                           |                                   |                             |                                |
| Навчальний                               | Dummy M7 Projectile   | 43,09 кг |                                           |                                   |                             |                                |

| Проникнення (пробиття) в бетон, мм                                                                                    |        |        |        |        |
| Боєприпаси / Відстань                                                                                                 | 0 м    | 914 м  | 2743 м | 4572 м |
| HE M107 Shell (кут зустрічі 0°)                                                                                       | 884 мм | 792 мм | 610 мм | 488 мм |
| У різних країнах і в різні періоди використовувалися різні методи вимірювання. Тому пряме порівняння часто неможливе. |        |        |        |        |

## Варіанти та модифікації
- Варіанти стволів:[5]
  - M1920 — прототип.

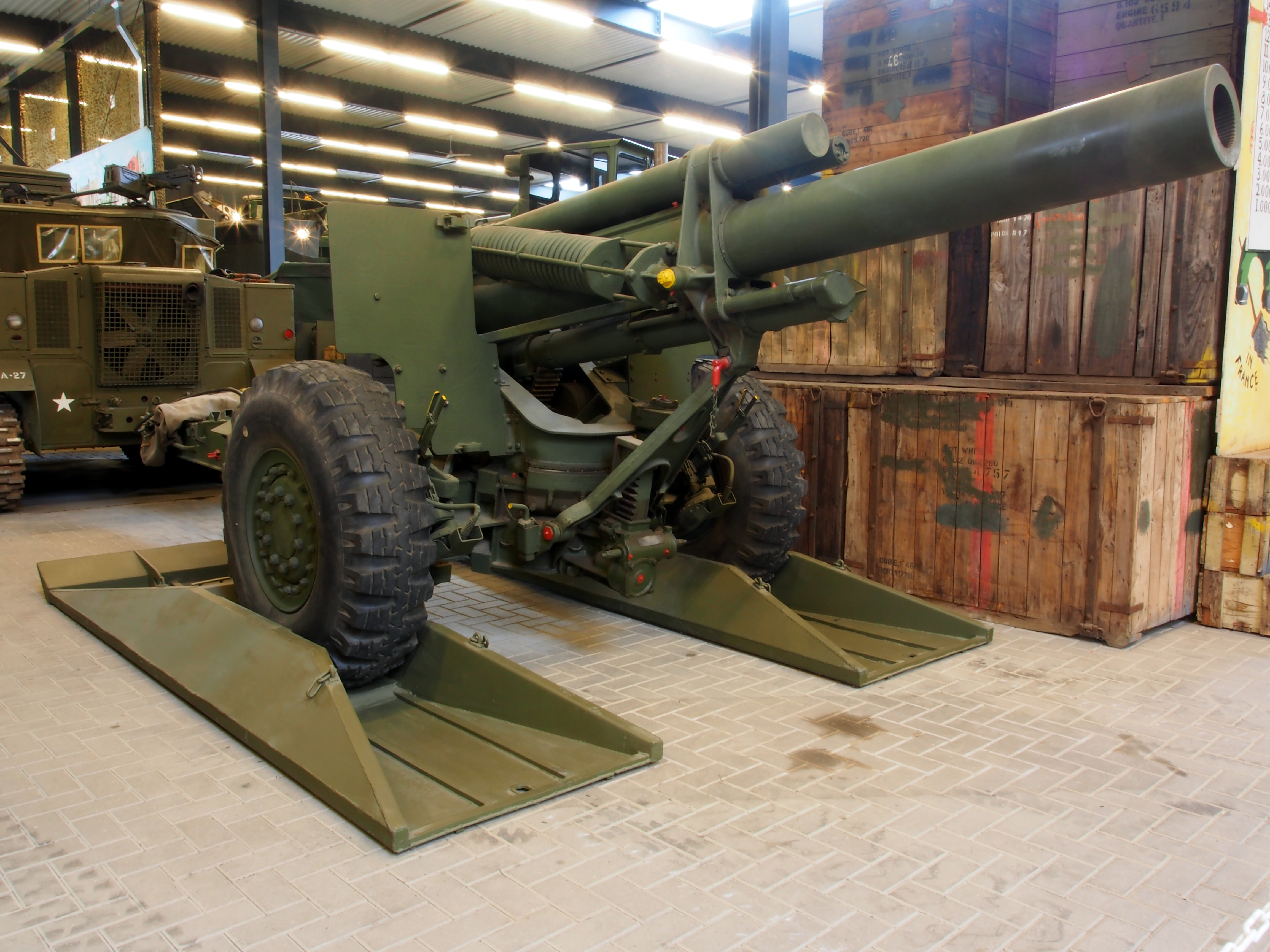
155mm Howitzer M1 у музеї Оверлона, Нідерланди

  - M1925 — перший стандартизований варіант. Не був побудований, існував лише як дерев’яна модель.
  - T1, T1E1 (1930-ті) — прототипи.
  - M1 (1941) — перший варіант, що пішов у серійне виробництво. Ствол довжиною 20 калібрів, новий затворний механізм.

- Варіанти лафетів:[5]
  - M1920 — прототип.
  - M1925 — перший стандартизований варіант. Не був побудований, існував лише як дерев’яна модель.
  - T1, T1E1 (1930-ті) — прототипи.
  - M1 (1941) — лафет із роздвоєними станинами, пневматичні шини, стрільбова платформа по центру осі, яка висувалася за допомогою храпового механізму.
  - M1A1 — модифікація M1: електричні гальма замінено на пневматичні.
    - M1A1E1 — призначена для використання в джунглях і на болотистій місцевості, колеса замінено на вільно обертову гусеничну підвіску. Проєкт було припинено до початку виробництва.

  - M1A2 — модифікація M1/M1A1: храповий механізм замінено на гвинтовий домкрат, удосконалено фіксатор у похідному положенні.
  - T-9, T-10 — проєкти з використанням низькоякісних сталевих сплавів. Скасовані.
  - T-16 — полегшений лафет з використанням високоміцної сталі. Скасовано.

### Післявоєнні варіанти
- M114A1 — ідентична гаубиці M114, але встановлена на лафеті M1A2.[7]
- M114A2 — подібна до M114A1, але має трохи довший ствол. Основна відмінність — кільцева канавка на стволі на відстані близько 50–70 мм від дульного зрізу. Канал ствола має нарізку з кроком 1:20 замість 1:12 у попередніх моделей, що збільшує дальність стрільби. У 1997 році США передали Боснії і Герцеговині 116 гаубиць M114A2, які були на озброєнні армії США; ще 145 одиниць були передані як донори запасних частин.[7]
- M114/39 (Нідерланди) — модернізація від RDM Technology. Оснащена 155-мм стволом довжиною у 39 калібрів, виготовленим компанією Bofors (нині BAE Systems), а також іншими оновленнями. Було модернізовано 96 одиниць для Данії, 82 — для Нідерландів, 48 — для Норвегії.[7]
- M114/39 (Франція) — французький пакет модернізації від Giat Industries, що передбачав встановлення ствола 155-мм/39 калібрів. Проте цей варіант так і не був реалізований.[7]
- M114S — ізраїльська модернізація від компанії Soltam Systems. Оснащена 155-мм стволом довжиною 33 калібри, що дозволяє стріляти стандартним снарядом M107 HE на відстань до 18 300 м; має дульне гальмо, пневматичну систему досилання снарядів, покращені кріплення та вузли, а також опціональний телескопічний приціл для стрільби прямим наведенням. Побудовано один прототип, але він не був прийнятий на озброєння Армією оборони Ізраїлю і не експортувався.[7]
- KM114A1 — південнокорейська копія M114A1 на основі зворотної розробки. Модифікована для стрільби реактивними снарядами на максимальну дальність 19,5 км. Вироблялася з кінця 1970-х до появи гаубиці KH179.[1][10]
- 155-мм гаубиця M65 — югославська копія M114A1, що також використовувалась Югославською Народною Армією. Практично ідентична оригіналу, з незначними відмінностями. Стріляє стандартним американським снарядом M107 HE. Для тренувань може бути оснащена вкладишем калібру 20 мм. Виготовлялася лише у невеликих кількостях.[7]

## Бойове застосування
Після закінчення Другої Світової найбільш активно гаубиці M114 застосовувалися під час війни у В'єтнамі. Велика кількість американських та південнов'єтнамських гармат була захоплена Північним В'єтнамом. У ході операції Lam Son 719 було задіяно 48 південнов'єтнамських та 28 американських 155-мм гармат. У ході бойових дій південнов'єтнамці втратили 26 гармат, здебільшого від контрбатарейної боротьби. У 1975 році північнов'єтнамці захопили близько 250 гармат M114.
Іншим великим конфліктом за участю гаубиць M114 стала ірано-іракська війна. На початку війни Іран мав 150 гармат M114, до кінця війни залишалося 70.

## Оператори

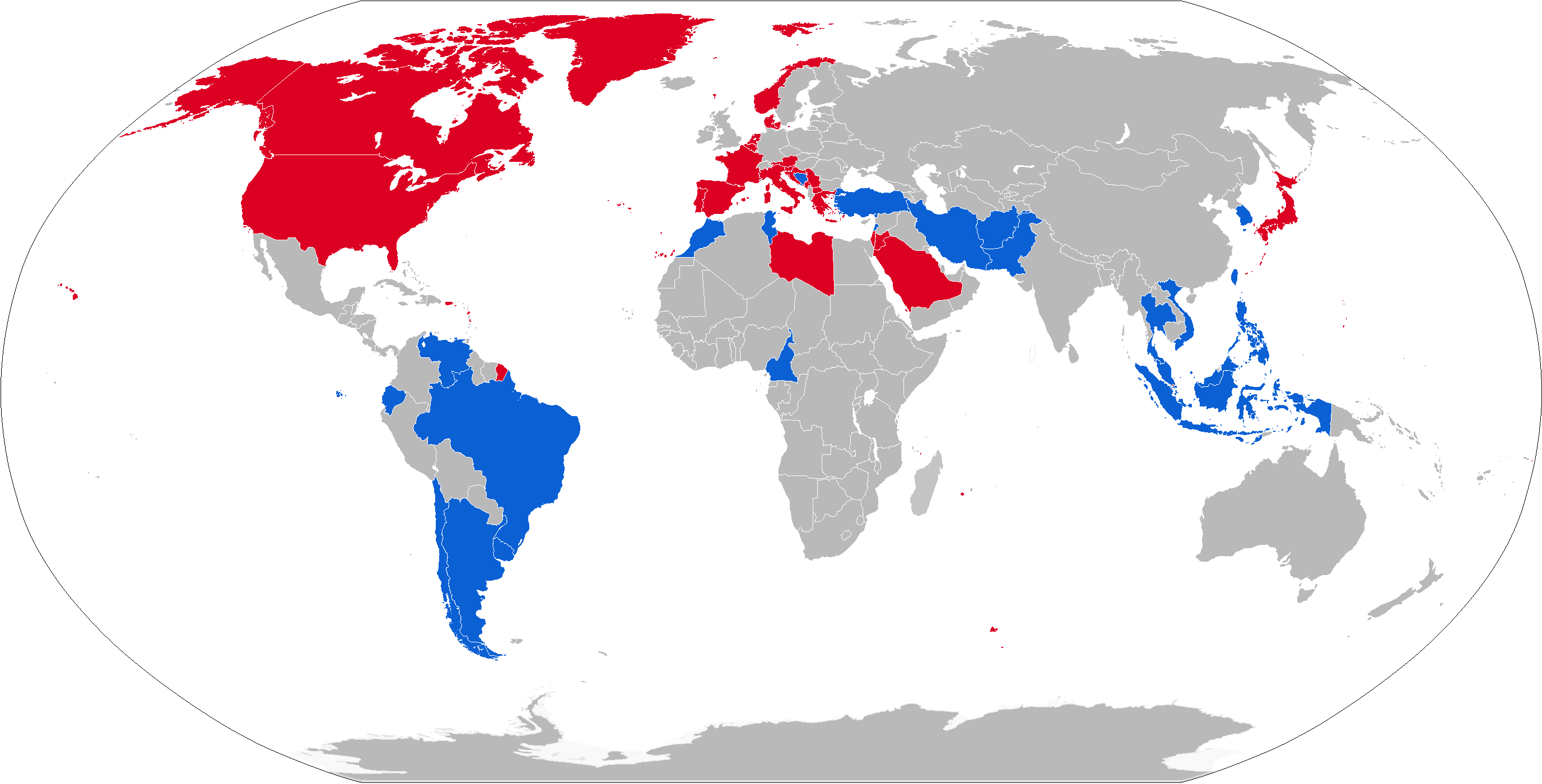
Оператори M114
Поточні
Колишні

### Поточні
- Аргентина
  - Морська піхота Аргентини — 6 одиниць M114 на озброєнні, станом на 2024 рік[14]
- Бразилія:
  - Армія Бразилії — 81 одиниця M114 на озброєнні, станом на 2024 рік[15]
  - Морська піхота Бразилії — 8 одиниць M114 на озброєнні, станом на 2024 рік
- Венесуела — 12 одиниць M114A1 на озброєнні, станом на 2024 рік[16]
- В'єтнам — деяка кількість M114 на озброєнні, станом на 2024 рік[17]
- Греція — 230 одиниць M114 на озброєнні, станом на 2024 рік[18]
- Еквадор — 12 одиниць M114 на озброєнні, станом на 2024 рік[19]
- Йорданія — 18 одиниць M114 на озброєнні, станом на 2024 рік[20]
- Іран — 70 одиниць M114 на озброєнні, станом на 2024 рік[21]
- Кіпр — 12 одиниць M114 на озброєнні, станом на 2024 рік[22]
- Лаос — 12 одиниць M114 на озброєнні, станом на 2024 рік[23]
- Марокко — 20 одиниць M114 на озброєнні, станом на 2024 рік[24]
- Пакистан — 144 одиниці M114 на озброєнні, станом на 2024 рік[25]
- Перу — 36 одиниць M114 на озброєнні, станом на 2024 рік[26]
- Португалія — 24 одиниці M114A1 на озброєнні, станом на 2024 рік[27]
- Саудівська Аравія — 50 одиниць M114 на озброєнні, станом на 2024 рік[28]
- Судан — деяка кількість M114A1 на озброєнні, станом на 2024 рік[29]
- Таїланд — 48 одиниць M114 на зберіганні, станом на 2024 рік[30]
- Тайвань — 250 одиниць M114/T-65 на озброєнні, станом на 2024 рік[31]
- Туніс — 12 одиниць M114A1 на озброєнні, станом на 2024 рік[32]
- Туреччина — 517 M114A1 і M114A2 на озброєнні, станом на 2024 рік[33]
- Україна — невідома кількість на озброєнні, станом на 2025 рік. Запланована передача до 70 гаубиць M114 від Греції.[34]
- Уругвай — 8 одиниць M114A1 на озброєнні, станом на 2024 рік[35]
- Філіппіни — 10 одиниць M114/M-68 на озброєнні, станом на 2024 рік[36]

### Колишні
- США — зняті з озброєння
- Австрія — до 24 одиниць M114 перебувало на озброєнні
- Боснія і Герцеговина — 119 M114A2, станом на 2010 рік
- Бельгія — кілька, зняті з озброєння
- Данія — не менше 96 M114/39, зняті з озброєння[7]
- Ємен — 15 M114, станом на 2010 рік
- Ізраїль — 50 M114A1 на зберіганні, станом на 2010 рік
- Іспанія — 52 одиниці M114, станом на 2010 рік
- Італія — кілька, зняті з озброєння
- Канада — до 57 одиниць перебувало на озброєнні
- Ліван — 18 одиниць M114A1, станом на 2010 рік
- Лівія — кілька, зняті з озброєння
- Нідерланди — не менше 20 M114 та 80 M114/39, зняті з озброєння[7]
- Німеччина — до 100 одиниць M114 перебувало на озброєнні ФРН
- Норвегія — не менше 46 M114/M39, зняті з озброєння
- Південна Корея — вперше отримані у вересні 1951 року, до кінця Корейської війни на озброєнні було 294 гаубиці M1. Також вироблялася версія M114A1 на основі реверс-інженерії під назвою KM114A1 з кінця 1970-х до початку 1980-х років.
- Сінгапур — до 16 одиниць M114, зняті з озброєння
- Югославія — кілька, зняті з озброєння
- Японія — всього перебувало на озброєнні до 220 гаубиць, зняті з озброєння

### Україна
За даними португальського видання SOL уряд Португалії мав намір передати Україні 5 гаубиць М114 та 15 бронетранспортерів M113 як матеріально-технічну допомогу для відбиття російської агресії. Ця техніка та озброєння будуть взяті напряму зі стройових частин португальської армії.
У березні 2024 року повідомлялося, що Греція веде переговори з Чехією щодо можливої передачі Україні 70 гаубиць M114A1, які перебували на озброєнні Грецької армії. У квітні 2025 року гаубиці M114 зафіксовано на озброєнні ЗСУ.

## Галерея

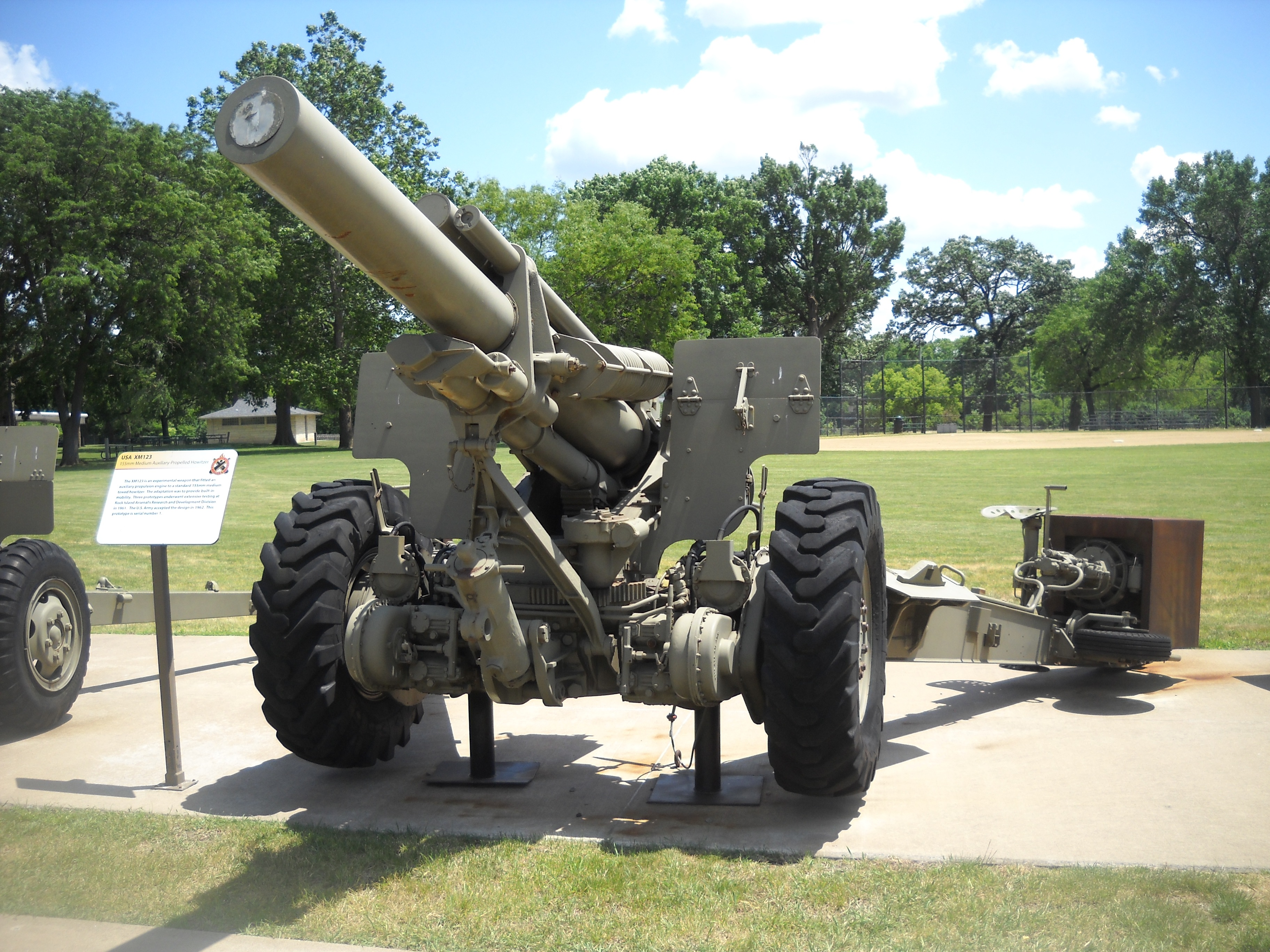
У Рок-Айлендському арсеналі
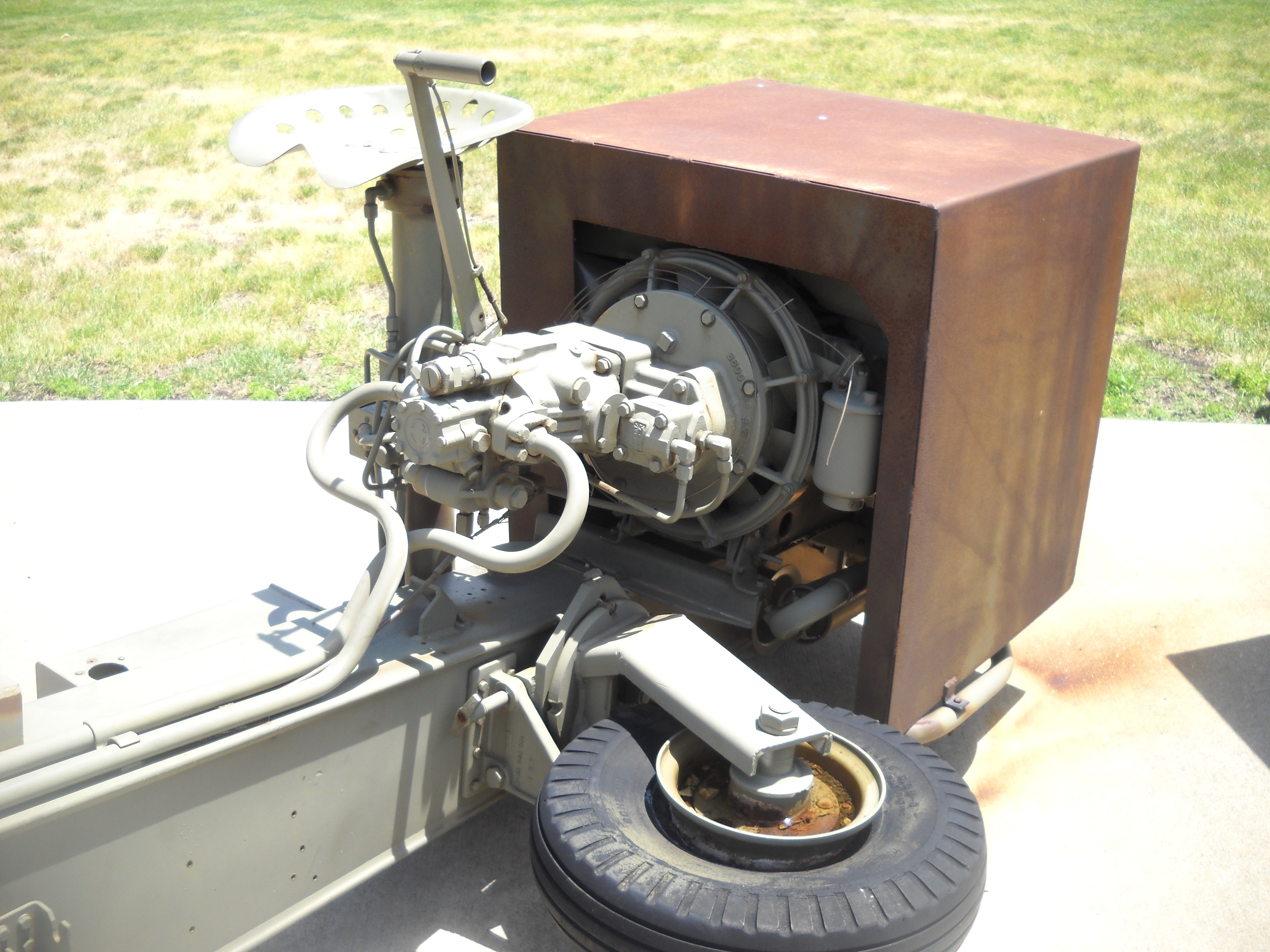
Колесо, двигун і сидіння варіанта
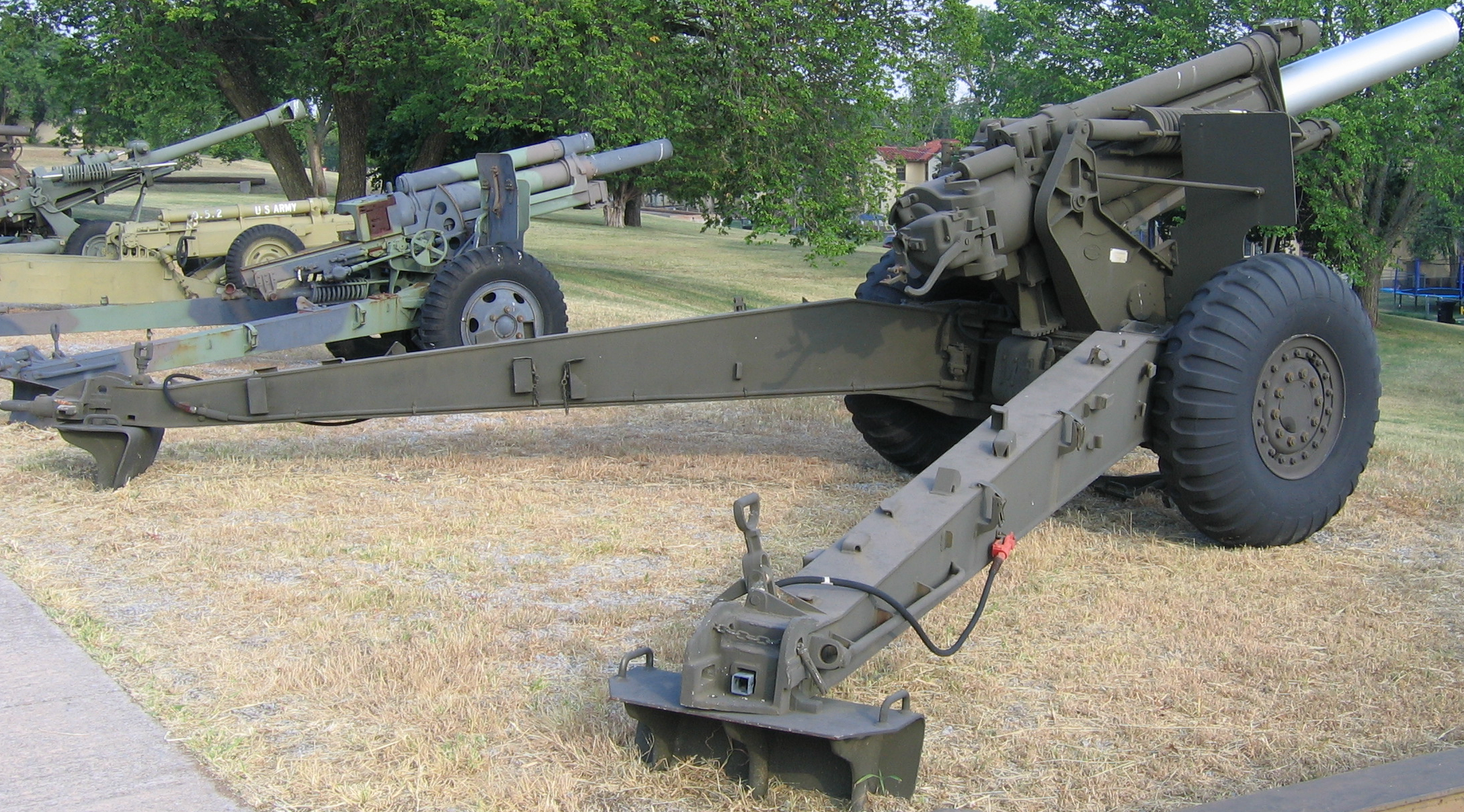
155-мм гаубиця M114 у музеї армійської польової артилерії США
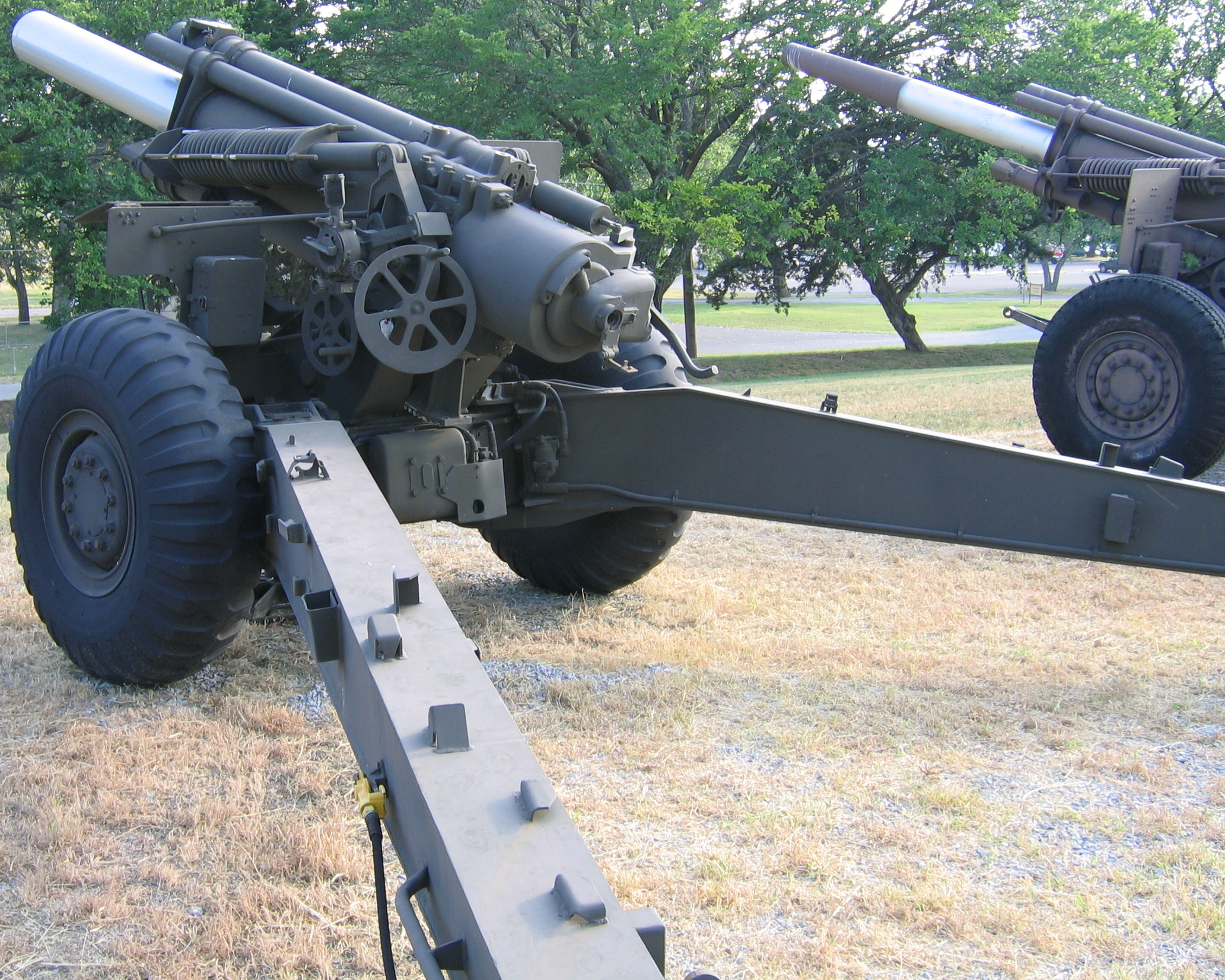
Вид ззаду-ліворуч